# Леон Корт
Леон Корт (англ. Leon Cort, нар. 11 вересня 1979, Лондон) — колишній англійський та гаянський футболіст, захисник.
Виступав за клуби «Сток Сіті» та «Бернлі» у англійській Прем'єр-лізі, ряд нижчолігових англійських клубів, а також національну збірну Гаяни. Молодший брат іншого футболіста збірної Гаяни Карла Корта

## Клубна кар'єра
Народився 11 вересня 1979 року в Лондоні, боро Саутерк. Вихованець футбольної школи клубу «Далвіч Гамлет» з рідного боро.
У дорослому футболі дебютував 1998 року виступами за «Міллволл», в якому не зумів закріпитись, через що змушений був сезон провести на правах оренди в клубах «Форест Грін Роверс» та «Стівенедж Боро», що виступали у Конференції, п'ятому за рівнем дивізіоні Англії.
Влітку 2001 року Леон Корт перебрався в «Саутенд Юнайтед» з четвертого за рівнем дивізіону Англії, контракт з яким з яким уклав на три роки. За цей час провів у складі клубу 137 матчів чемпіонату, в яких забив 11 м'ячів.
Своєю грою привернув увагу представників тренерського штабу клубу «Галл Сіті», до складу якого приєднався влітку 2004 року на правах вільного агента. Відіграв за клуб з Галла наступні два сезони своєї ігрової кар'єри, допомігши в першому з них зайняти друге місце в Першій лізі і вийти в Чемпіоншип, а в другому зберегти прописку в другому за рівнем дивізіоні країни. Більшість часу, проведеного у складі «Галл Сіті», був основним гравцем захисту команди.
Влітку 2006 року менеджер «Галла» Пітер Тейлор уклав контракт з іншим клубом Чемпіоншипа «Крістал Пелес», куди і взяв з собою Корта. За це новий клуб заплатив «тиграм» 1,25 млн фунтів. У складі лондонців Корт провів наступні півтора року своєї кар'єри гравця. Граючи у складі «Крістал Пелес» також здебільшого виходив на поле в основному складі команди.
В кінці 2007 року Пітер Тейлор покинув команду і незабаром після цього Леон перебрався на правах оренди в «Сток Сіті», з яким в тому ж сезоні зайняв друге місце і вийшов в Прем'єр-лігу. Після цього «гончарі» викупили контракт гравця, що дозволило Кору дебютувати в елітному англійському дивізіоні.
У січні 2010 року за 1,5 млн фунтів перейшов до новачка Прем'єр-ліги «Бернлі», з яким підписав контракт на 3,5 роки, але так і не зміг врятувати команду від вильоту. Після цього на початку нового сезону був відданий в оренду в інший клуб Чемпіоншипа «Престон Норт-Енд», який також не зміг врятувати від вильоту. Незважаючи на це, наступний сезон Леон розпочав у іншому клубі третього за рівнем дивізіону Англії — «Чарльтон Атлетик», якому в першому ж сезоні допоміг зайняти перше місце і повернутись в Чемпіоншип. Але ще до того, в січні, «пікші» викупили контракт гравця. До літа 2014 року встиг відіграти за команду з Лондона 48 матчів в національному чемпіонаті, після чого завершив ігрову кар'єру.

## Виступи за збірну
Маючи гаяське коріння, 2011 року дебютував в офіційних матчах у складі національної збірної Гаяни. Всього провів у формі головної команди країни 6 матчів, забивши 1 гол.
| Дата       | Місто         | Господарі          | Результат | Гості             | Турнір            | Голи | Примітки |
| ---------- | ------------- | ------------------ | --------- | ----------------- | ----------------- | ---- | -------- |
| 07-10-2011 | Бриджтаун     | Барбадос           | 0 – 2     | Гаяна             | Відбір до ЧС 2014 | -    |          |
| 12-10-2011 | Гамільтон     | Бермудські Острови | 1 – 1     | Гаяна             | Відбір до ЧС 2014 | -    |          |
| 12-11-2011 | Джорджтаун    | Гаяна              | 2 – 1     | Тринідад і Тобаго | Відбір до ЧС 2014 | 1    |          |
| 15-11-2011 | Порт-оф-Спейн | Тринідад і Тобаго  | 2 – 0     | Гаяна             | Відбір до ЧС 2014 | -    |          |
| 09-06-2012 | Мехіко        | Мексика            | 3 – 1     | Гаяна             | Відбір до ЧС 2014 | -    |          |
| 13-06-2012 | Джорджтаун    | Гаяна              | 0 – 4     | Коста-Рика        | Відбір до ЧС 2014 | -    |          |
| Усього     |               | Матчів             | 6         |                   | Голів             | 1    |          |